# 2019年10月30日香港示威
2019年10月30日香港反對逃犯條例修訂草案示威，是於2019年10月30日，發生在香港油尖旺區與屯門區的反對逃犯條例修訂草案運動示威活動。當日示威活動分別為香港理工大學學生主辦、要求政府落實五大訴求的「快閃校園畢業典禮」校園遊行以及屯門居民發起、要求香港警務署交代大興行動基地氣體洩漏與重組警隊的示威活動。其中，香港警察於手無搜查令之情況下擅進民居並對不禮貌持地指罵居民及對其搜身，令人關注警員濫權之問題。

## 背景
雖然2019年逃犯及刑事事宜相互法律協助法例（修訂）條例草案經已於2019年10月23日正式被保安局局長李家超宣佈撤回，惟政府於處理行政失當及並未回應其餘四項由修例工作衍生的訴求，故反對政府及要求政府落實五大訴求的示威行動於2019年10月下旬仍然繼續。

### 大興行動基地疑洩漏有害氣體
2019年10月28日，屯門區受不明氣體侵襲並造成至少11人不適送院，有人質疑警方大興行動基地氣體洩漏所致。雖然警方當日已否認曾於屯門使用催淚氣體或試用任何不明氣體，但當晚仍有不少市民上街抗議，最終演變成示威衝突。警方處理不公，引起居民再次上街抗議。

## 香港理工大學校園遊行
過百名香港理工大學的畢業生、學生於下午2時30分舉行「快閃校園畢業典禮」校園遊行。旨在要求政府落實五大訴求及抗議校長滕錦光於畢業禮上拒絕與戴黑色口罩的畢業生握手而表達不滿並希望藉此聲援該校58位於反對逃犯條例修訂草案運動中被捕的學生。多名參加者戴上「V煞」面具及高舉「五」手勢，由百步梯集合並遊行到行政大樓。隊頭有人手持「黑紫荊」和「光復香港時代革命」旗幟，也有兩名示威者打扮成小熊維尼。遊行期間，有參加者呼籲其他畢業生加入，在場不少畢業生亦有呼叫口號。 

## 屯門衝突

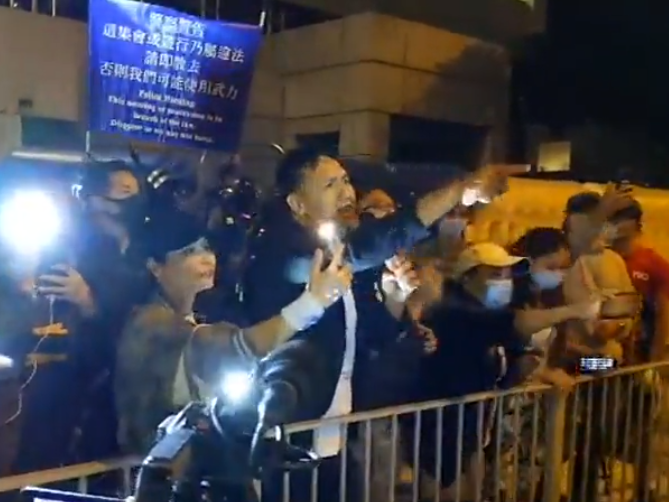
在大興行動基地外，「大波 Man」前警員（石房有）聯同約30名撐警人士到場支持警隊，其後有人用電筒照射在場記者，並指罵他們為「黑記」。

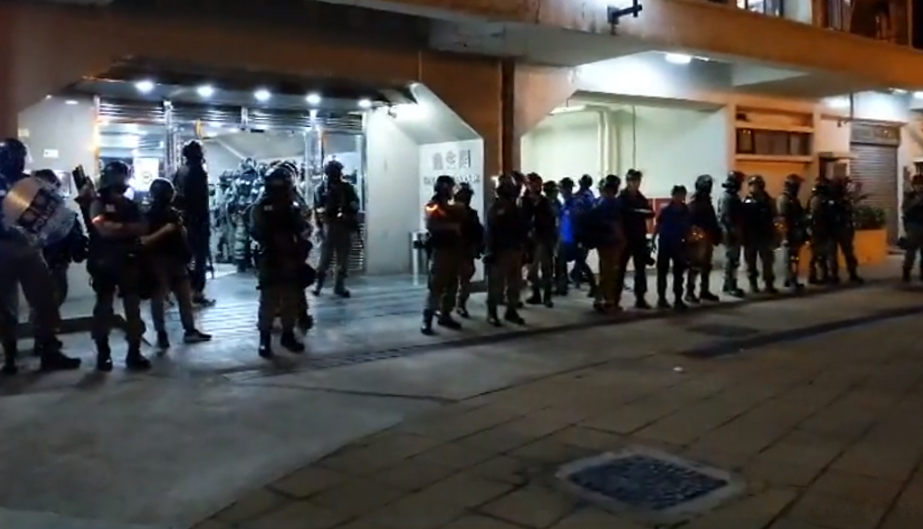
一批防暴警衝入兆軒苑逸生閣大堂拘補多名街坊

### 包圍大興行動基地
有網民於網上號召居民再次到大興行動基地抗議，要求警方交代不明氣體來源及批評警方28日晚的驅散行動，向屋苑平台及走廊發射催淚彈，影響民居及寵物。晚上8時半，多名屯門居民於大興行動基地外集結，居民聚集並聯署要求警方交代不明氣體的來源。約九時，撐警人士石房有到場，率領其他撐警人士指罵聚集人士，高叫口號。其後，警察高舉藍旗，要求現場所有人士離開。撐警人士離開時，與示威者對罵。

### 防暴警察擅進私人屋苑大堂及商店
晚上九時半，有黑衣人拆下路邊鐵欄，放在馬路中央堵路。大批防暴警察及「速龍小隊」到場，制服多人在地上。警方又到附近屋苑，在大堂內查問部分人。衝突期間中，在良德街有一間食肆，店內有穿黑衣的年輕人。一批防暴警想進入店舖，兩名店舖職員拒絕並指警察無搜查令，雙方理論。其後警方增援，有另一批防暴警察到場，撲跌兩人並將其鎖上索帶另有警員於無搜查令的情況下，擅進行動基地附近的私人屋苑及商場（包括兆軒苑逸生閣、建生邨商場），並要求住客長時間下跪及對其搜身，期間不少人被警員呼喝。
有大律師認為是次警方要求居民「跪地」的做法不妥當，不尋常，可能會令居民感到「尊嚴」受損。他認為警方在處理疑犯或罪犯時，應給予對方尊嚴，直言「坐監都要畀尊嚴啦」。市民只係爭取返應有權利或尊嚴，應盡量在不阻礙警方執法情況下，嘗試要求尋找律師。若市民向警方提出要求後被拒，市民亦可記下警員的容貌或其編號，即使警員沒有編號或蒙面，市民亦可記下警員特徵，例如警員身高、外型、服飾、裝備、面形及眼睛等，「你越多資料，稍後時間就一定可以識別到佢嘅身份」。

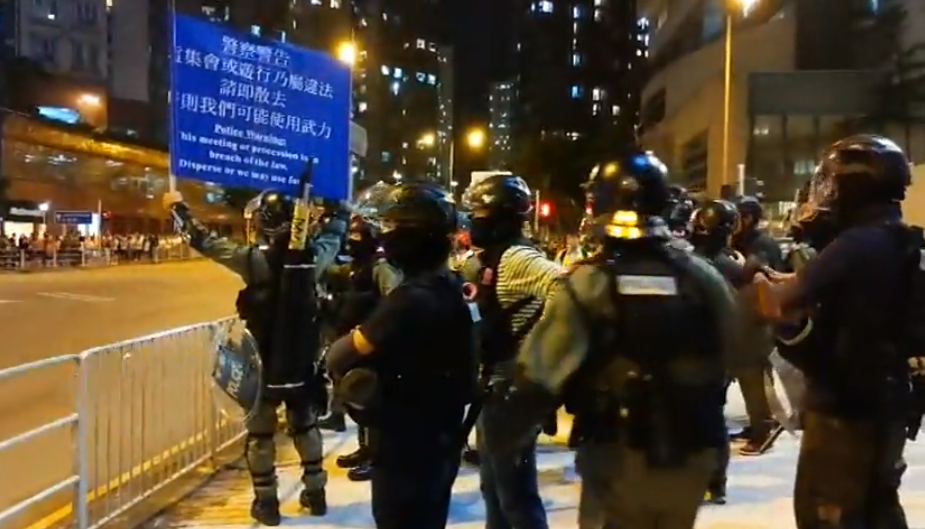
防暴警在大興行動基地外舉起藍旗
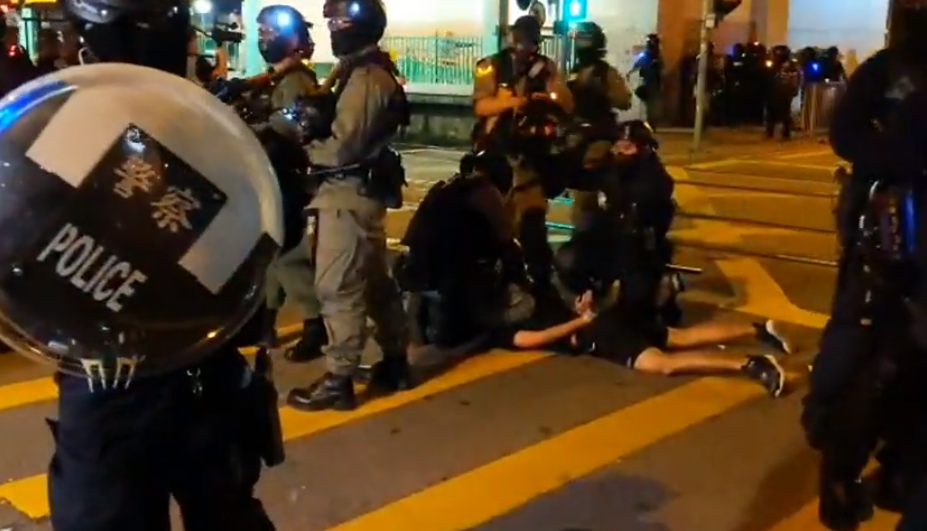
有市民在建生站外被速龍小隊壓在地上
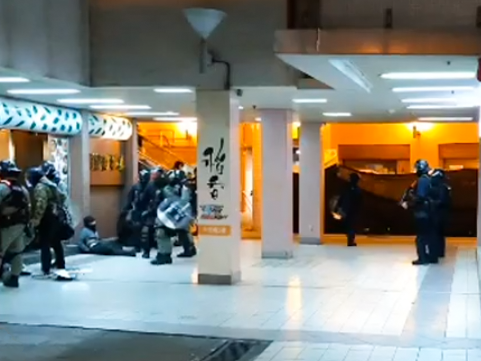
有市民在建生商場被制服
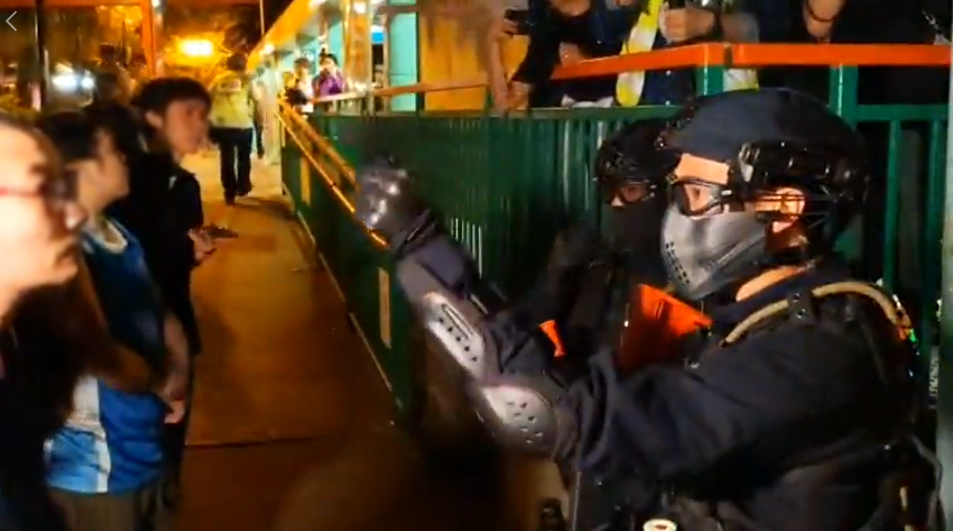
速龍小隊指罵圍觀的市民
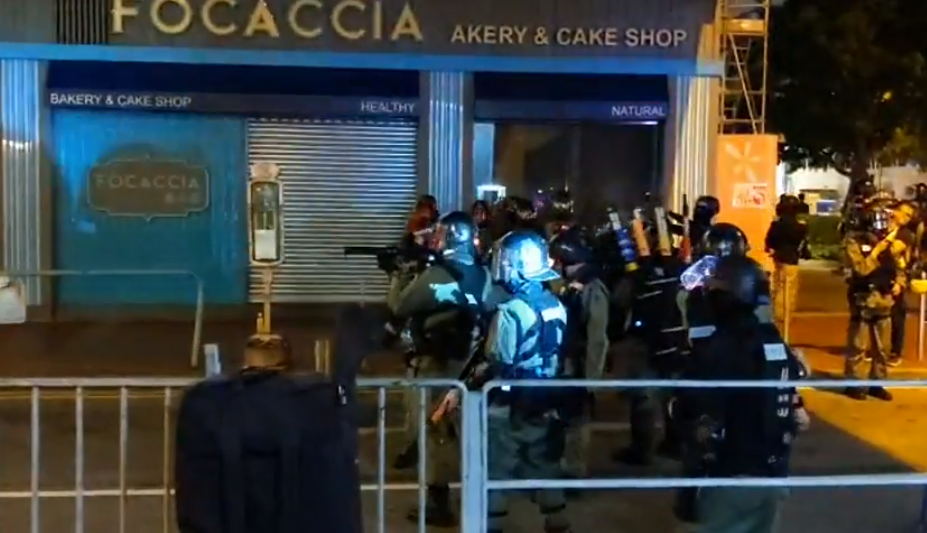
防暴警察持搶，打算施放催淚彈

## 爭議
有律師表示，衝突中至少有73人被捕。而警方處理屯門衝突期間的做法備受質疑，包括擅進民居，根據《基本法》，香港居民的私人財產受到保障，惟警察無視守則，於無搜查令下擅進私人地方，令人質疑警方已無視法例。有大律師指警方在私人地方執法有一定限制，警方必須符合一定原則才可進入屋苑範圍，例如已「執行職務」、「接獲線報」或「有人報案」，又或者已確認犯法人士進入屋苑範圍，或是得到保安人員同意等。

## 法庭提堂
- 警方落案起訴6男2女，他們被控8項罪名。2020年4月29日在粉嶺裁判法院提堂。暫毋須答辯，各人准保釋至6月29日再訊，以待控方考慮控罪適切性。

27歲導師的何姓被告，20歲無業的吳姓被告和20歲無業的張姓被告各被控管有物品意圖摧毀財産罪，指他們於2019年10月30日在屯門大興警察行動基地的公眾地方，分別管有噴漆和鎅刀等物。
23歲兼職售貨員的鄧姓被告和21歲學生的周姓被告各被控管有適合作非法用途的物品罪，指他們在同日同地，各自管有膠索帶。
24歲李姓被告被控未能在規定下出示身份證，指他在輕鐵建生站，未能向警員出示身份證明文件。
22歲客戶服務員的彭姓被告被控管有攻擊性武器或適合作非法用途的工具罪，指他管有一個錘子。
15歲男生則被控在公眾地方管有攻擊性武器罪，指他於當晚管有一個可發射雷射光束的裝置。
- 2020年11月16日，警方正式落案起訴當日被拘捕其後拒絕擔保的2男2女，控以「非法集結」罪及「抗拒警務人員」罪，其中1男1女為食店「東屋台」魏姓女東主及其胞弟，4人於‪11月24日在屯門裁判法院提堂。[10]4人否認控罪。經審訊，女東主及其胞弟被裁定罪名成立，判監21日，獲准保釋候上訴。[11]2022年5月14日，高等法院法官黎婉姫指二人當時無可能聽不見警方要進入店鋪的要求和理由，但2人依然選擇繼續站在店門前阻擋，絲毫沒有讓警方進入的舉動，唯一合理的推論就是2人故意阻撓警員正當地執行進入東屋台處理疑犯的職務。黎官認為上訴理據無一成立，故駁回上訴，維持原判，2人需即時服刑。[12]而另外因在在屯門良德街參與非法集結，在珀御食店「東屋台」內被捕，被控以「非法集結」罪的1男1女，在審訊後也於2021年8月27日被判罪名成立，雖然辯方強調兩名被告還押期間已反省，並沒有肢體衝突，只有手舞足蹈的行為。不過屯門裁判法院裁判官施祖堯指兩名被告帶頭挑釁警方，引起其他人模仿，加上案發期間處於社會動盪時期，當日亦有人用雜物堵路，形容被告有「壯膽效應」，威嚇警方使用暴力。最後判19歲女被告入更生中心；22歲男被告入獄4個月。[11][13]

- 2021年6月16日，一名25歲青年被指協助示威者拆除圍欄，被控非法集結、管有索帶及違反《禁蒙面法》共3罪，被告承認控罪。區域法院法官李俊文判刑時指出，雖然接納案件為突然發生，而案件沒有造成嚴重財物損壞，並接納被告只是一時衝動犯案。不過認為被告蒙面，背囊內亦有索帶，因此需要加重刑罰。最後被判囚8個月。[14]

- 當日兆軒苑逸生閣住宅大堂有人被捕後跪地抱頭，事後26人被起訴「非法集結」、「集結時使用蒙面物品」及「管有物品意圖損壞財產」等罪名。其中13人在屯門屯門大興警察行動基地的公眾地方參與非法集結，全部被控非法集結罪。案件於2023年2月13日在區域法院由法官謝沈智慧主審。其中3人非部份加控有「管有物品意圖摧毀或損壞財產」罪、湛涉及的「蒙面」罪，均獲存檔法庭。餘下不認罪的10人，其中1人就另被控「在身處非法集結時使用蒙面物品」罪；1被告承認「未能在規定下出示身分證」罪。1被告被控「管有適合作非法用途工具」罪，則獲存檔法庭。

當中3人改為認罪，獲准保釋至3月24日求情及判刑。至於不認罪的10人，控方在開案陳詞指，案發當晚原有2批不同政見人士集結，後來支持政府一方陸續散去，另一方的示威者繼續逗留，並在晚上9時半將行動升級，拆除鐵欄、堵路及干擾交通燈。控方又指，警方其後截查各被告，在其身上搜出伸縮金屬棒、殖民時期的香港旗幟等物品。其中一名20歲學生被傳媒拍到曾身處非法集結之中，另有一名24歲社工在警誡下承認曾在大興基地外圍逗留，向年輕人提供支援。3月24日，區域法院法官謝沈智慧聽取求情後，決定將3人還押至4月13日判刑，以待為當中未成年被告索勞教中心和教導所報告。
認罪的3人，謝沈智慧於2023年4月13日判當中2被告入獄9個月，餘下的14歲被告，經教導所，更生中心及勞教中心的評估報告後，最終於2023年4月20日判入更生中心。
其餘不認罪的被告在2023年7月14日開審。
經審訊後，2024年3月8日，法官謝沈智慧判處10人全部罪名成立，押後至4月30日求情及判刑，期間還押。謝沈智慧判刑表示拒納被告說法，指完全不相信其證供。官亦提到有辯方證人的口供自相矛盾，非誠實可靠。至於有辯方質疑，部分控方證人的證供有矛盾，謝沈智慧則認為並不影響證人的誠信，裁定控方證人均為誠實可靠。
對於有辯方指，不能因被告攜有手套，便推論有參與涉案非法集結，謝沈智慧質疑是強詞奪理，指終院已裁定非法集結及暴動流動性高，或在警方到場前離開，故可憑被告被捕的地點、時間等推論。
2024年7月17日，謝沈智慧判刑時指，本案嚴重之處為被告針對警方，公然挑戰執法機關，且當時已實施《禁蒙面法》，被告行為亦是挑戰法律。但接納辯方求情，同意各被告當時沒有攻擊性武器，過程歷時少於1小時，亦無證據顯示各被告曾用雷射筆照射警方、叫囂、干擾交通燈、堵塞道路等。惟法官認為，各被告到場參與的行為，鼓吹其他集結者，應同時考慮整體示威者行動。
謝沈智慧指，本案沒其他減刑因素，又指被告經審訊後才表示悔疚，是「口惠而實不至」，遂判處各被告12個月監禁，另有4名被告被裁定蒙面罪成，判處3星期監禁，刑期同期執行。其中23歲男子就定罪上訴。